# (22611) Galerkin
(22611) Galerkin ist ein Asteroid des Hauptgürtels, der am 17. Mai 1998 vom italo-amerikanischen Astronomen Paul G. Comba am Prescott-Observatorium (IAU-Code 684) in Arizona entdeckt wurde.
Der Asteroid wurde am 4. August 2001 nach dem sowjetischen Ingenieur und Mathematiker Boris Grigorjewitsch Galjorkin (1871–1945) benannt, der 1915 die nach ihm benannte Galerkin-Methode zur näherungsweisen Lösung von partiellen Differentialgleichungen einführte.